# Daniela Mărănducă
Daniela Mărănducă (házassága után Mărănducă-Nicolai) (Konstanca, 1976. június 17. –) világbajnok román szertornász, valamint többszörös világ- és Európa-bajnok aerobikos, edző.

## Életpályája
Édesapja Gheorghe Mărănducă.

### Szertornászként
Szülővárosában a Farul Constanţa sportklubban hat éves korában kezdett tornázni. 1991-ben a klub első tornászaként került a román válogatottba, ahol edzői Octavian Bellu, Mariana Bitang, Nicolae Forminte és Toma Ponoran voltak.

#### Országos eredmények
Az 1994-es országos bajnokságon bajnoki címet szerzett a csapattal, továbbá egy-egy ezüstérmet ugrásban és talajon.

#### Nemzetközi eredmények
1993-ban a Kosice Internationalon tizennegyedik volt egyéni összetettben.
Ugyanabban az évben Románia Nemzetközi Bajnokságán bronzérmet szerzett egyéni összetettben és hatodik volt felemás korláton, a Golden Sands versenyen pedig ötödik egyéni összetettben.
Az 1994-es Massilia Gym Kupán huszonkettedik helyen végzett egyéni összetettben.

##### Világbajnokság
Világbajnoki címét szertornában 1994-ben Dortmundban a csapattal (Lavinia Miloșovici, Gina Gogean, Ionela Loaieș, Nadia Hățăgan, Simona Amânar, Claudia Presăcan) szerezte meg.
A világbajnokságról közvetítő sajtósok őt választották a bajnokság legszebb tornászának.

### Aerobikosként
Aerobikosként is Farul Contanţa sportklubnál kezdte meg karrierjét, a válogatottba 1999-ben került, itt Marcela Fumea volt az edzője.
Ebben a sportágban még sikeresebb volt, mint szertornászként, hiszen pályafutása során összesen öt arany-, két ezüst- és egy bronzérmet nyert a szakági világ- és Európa-bajnokságokon.

#### Európa-bajnokság
Az 1999-es birminghami, a 2001-es zaragozai és a 2003-as debreceni Európa-bajnokságon is szerzett egy-egy aranyérmet a csoporttal, a két utóbbin pedig szintén egy-egy aranyat trióban.

#### Világbajnokság
2002-ben a Klaipėdában megrendezett világbajnokságon aranyérmes volt a csoporttal és ötödik helyezett trióban.
A világbajnokság következő kiadásán, 2004-ben Szófiában a csoporttal szintén arany-, trióban pedig ezüstérmes volt.

### Visszavonulása után
Szertornászként a dortmundi világbajnokságot követően vonult vissza. Ezután környezetvédelmi egyetemi tanulmányokat folytatott szülővárosában és edzőként tevékenykedett a Farul Contanţa sportklubnál, ahol maga is kezdte pályafutását.
Majd több más volt román szertonásszal, pl. Lăcrămioara Filippel együtt az Aeros nevű akrobata csapatnak volt tagja.
Aerobikosként 2005-ben vonul vissza.
Közben 2002. augusztus 24-én házasságot kötött volt aerobikos csapattársával, Remus Nicolai-jal. 2016. február 2-án megszületett Valeria névre keresztelt kislányuk.

## Díjak, kitüntetések
A Román Torna Szövetség 1993-ban, 1994-ben és 1999-ben is beválasztotta az év tíz legjobb női sportolója közé.
Constanța megye Sportigazgatósága 1994-ben, majd 2001-től 2004-ig minden évben a megye tíz legjobb (2002-ben a legjobb) sportolója közé választotta.
2000-ben az Érdemért Érdemérem III. osztályával, 2004-ben pedig a Sport Érdemrend III. osztályával tüntették ki.
2001-ben Kiváló Sportolói címmel tüntették ki.